# Dune 2000
Pour les articles homonymes, voir Dune (homonymie).
Dune 2000 est un jeu vidéo de stratégie en temps réel développé par Westwood Studios, basé sur l'univers de Dune de Frank Herbert. Il est  sorti en 1998 sur PC avant d'être porté sur PlayStation par Intelligent Games en 2000.
Il s'agit d'un remake amélioré du jeu Dune II. L'histoire du jeu est similaire à Dune II et se poursuit dans Emperor: Battle for Dune.

## Synopsis
L'histoire est racontée à travers des cinématiques mettant en scène des acteurs, comme John Rhys-Davies.
Sur Arrakis, les trois maisons majeures du Landsraad luttent pour dominer la « plaine funéraire », une région particulièrement productive en épice.

## Système de jeu
Le jeu intègre des graphismes 16 bits utilisant le même moteur que ses prédécesseurs dans le studio : Command and Conquer : Conflit du Tibérium et Command and Conquer : Alerte rouge.
Il s'enrichit plus tard d’un patch contenant de nouvelles unités pour le multijoueur.

## Maisons majeures

### Maison Atréides
Originaire de Caladan, la Maison Atréides n’est pas réputée pour sa richesse mais pour la loyauté de ses troupes et le charisme de son Duc. Vivant sur un monde agréable, recouvert par d’immenses océans, les Atréides sont un peuple privilégiant la coopération et la diplomatie. Cependant, ils deviennent de redoutables adversaires quand le combat devient inévitable.

### Maison Harkonnen
Implantée sur la sombre Giedi Prime, la Maison Harkonnen est connue pour ses méthodes brutales et les penchants sanglants du Baron. Les Harkonnens règnent par la terreur, écrasant leurs opposants sous leur botte. Leur stratégie est à l’image de leur Maison : directe et destructrice.

### Maison Ordos
Peu d’informations circulent au sujet de la Maison Ordos. Elle siège sur Draconis IV et ne semble pas faire partie des familles nobles et serait dirigée par un groupe de personnages influents ayant joint leurs richesses pour acquérir des technologies ixiennes illégales. Cette maison n'est pas liée à l'univers du roman ; elle apparaît dans Dune II : La Bataille d'Arrakis.

### Maison Corrino
Basée sur Kaitan, capitale de l’Empire, la Maison Corrino est celle de l’Empereur en personne. C’est elle qui organise la compétition entre les trois Maisons majeures pour la conquête de Dune. Elle possède une immense influence.

## Unités du jeu

### Infanterie
- Fantassin : L’unité d’infanterie de base, peu armé et doté d'une faible armure. Faible contre des véhicules à lourd blindage.
- Soldat d’Élite : L’unité d'infanterie anti-chars. Leurs roquettes ne sont pas efficaces contre les autres unités d'infanteries.
- Ingénieur : Une unité non armée utilisée pour capturer les structures ennemies.
- Marteleur : Il crée une pulsation rythmique qui attire les vers. Seulement disponible dans les parties multijoueur.

### Véhicules
- Trike : Les maisons Atreides et Harkonnen peuvent maintenant construire cette unité tôt dans la partie. Le trike est couramment utilisé comme éclaireur dû à sa grande rapidité ainsi qu'en tant que gardien des moissonneuses pour éliminer les troupes de l'ennemi.
- Marauder : l'équivalent du Trike pour la maison Ordos. Il coute un peu plus cher à fabriquer que le Trike.
- Quad : Le joueur doit maintenant faire une mise à jour pour être capable de construire cette unité. Le quad lance des roquettes. Faible contre les unités d'infanteries, il est plus utile contre les autres véhicules.
- Char d'assaut : Ce véhicule a un blindage moyen et est armé avec un canon lourd qui est puissant contre les bâtiments et l'infanterie mais fait bien moins de dommages aux autres véhicules.
- Tank de siège : Un engin au long canon tirant de puissants obus. Il est plus utile contre l'infanterie et les véhicules légers que contre les unités fortement blindées.
- Char lance-missiles : Il a la plus longue portée de tir de toutes les unités et structures dans le jeu, surpassant même la tourelle à roquettes. Les Ordos n'ont pas accès à cette technologie et doivent l'importer par contrebande.
- Moissonneuse : Unité utilisée pour la récolte de l’épice convertie en argent dans la raffinerie. Un chargement complet d'épice est d'environ 700 unités.
- VCM (Véhicule de Construction Mobile) : Unité utilisée pour déployer un chantier de construction.

### Unités spéciales

#### Maison Atréides
- Ornithoptère : La seule et unique unité aérienne offensive de tout le jeu. Elle ne peut être produite mais une Usine Avancée perfectionnée offre régulièrement la possibilité d'une attaque aérienne.
- Char sonique : Un véhicule très puissant tout en étant difficile à contrôler car les ondes soniques ne font absolument pas la différence entre un ennemi et un allié, se propageant en ligne droite pour infliger de très lourds dégâts.
- Fremen : L'unité fournie par le Palais Atréides (2 par 2) sait se fondre dans son environnement. Furtive et puissante, cette unité est très utile pour organiser une défense discrète de la base ou tendre une embuscade.
- Grenadier : Une unité d’infanterie armée de grenades, uniquement disponible en mode multijoueur.

#### Maison Harkonnen
- Devastator : Le Tank ultime. Malgré sa lenteur, il peut infliger une quantité impressionnante de dégâts tout en encaissant de très nombreuses attaque. À noter qu'il peut également s’autodétruire et endommager tout ce qui l'entoure.
- Main de la Mort : Ce missile tactique fait pleuvoir la mort sur l'ennemi sous forme d'une multitude d'ogives nucléaires. Son unique point faible est son manque de précision.
- Sardaukar : Les puissants et redoutés soldat d'élites de l’Empereur sont disponibles pour les Harkonnens, uniquement en mode multijoueur.

Lors de la mission finale, la capture du Palais de l’Empereur permet de produire des Sardaukar, quelle que soit la maison).

#### Maison Ordos
- Maraudeur : Ce véhicule remplace le Trike pour la maison Ordos. Plus puissant, plus rapide mais plus cher que le Trike.
- Déviateur : Ce Tank lance des missiles rempli par un gaz permettant de changer temporairement l'allégeance des unités mécaniques adverses.
- Saboteur : L'unité fournie par le Palais Ordos ne peut pas se défendre mais, grâce à un générateur de furtivité, il peut se glisser dans la base ennemie pour y détruire n'importe quel bâtiment…
- Maraudeur furtif : Une version améliorée par un générateur de furtivité, uniquement disponible en mode multijoueur.

## Bande son
La bande son est l'œuvre de Frank Klepacki.

## Voix françaises
- Jean-Claude Sachot : NOREE MONEO
- Bernard Bollet : HAYT DE VRIES
- Pierre Dourlens :EDRIC O
- Brigitte Berges :LADY ELARA
- Yves Barsacq :EMPEREUR
- Veronique Volta :KARI
- Bernard de Mory :GENERAL
- Laurence Lefèvre
- Yves Chenevoy
- Gilbert Levy
- Hervé Caradec
- Franck Reuillon
- Stéphane Radoux

Version française de Franck Reuillon

## Distribution
- John Rhys-Davies : Le Mentat Atreides Noree Moneo
- Musetta Vander : Lady Elara, La Sœur Du Bene Gesserit
- Richard Marcus : Le Mentat Ordos Edric O
- Robert Carin : Le Mentat Harkonnen Hayt De Vries
- Nancy Valen : Kari, La Fremen
- Adrian Sparks : L'empereur Padishah Frederic Iv
- Michael Shamus Wiles : Le General Imperial
- Frank Klepacki : Le Technicien-Espion Ordos
- Barry Green : Le Medecin Harkonnen
- Chip Myers : Le Baron Harkonnen
- Paul Bastardo : Le Saboteur Ordos
- Chris Blevens : Guerrier Fremen
- Mark Laity : Guerrier Fremen
- Martin Mccoy : Guerrier Fremen

## Accueil
| Dune 2000             |      |       |
| Média                 | Pays | Notes |
| Computer Gaming World | US   | 3/5   |
| Cyber Stratège        | FR   | 3.5/5 |
| GameSpot              | US   | 55 %  |
| Gen4                  | FR   | 3/5   |
| IGN                   | US   | 53 %  |
| Jeuxvideo.com         | FR   | 12/20 |
| Joystick              | FR   | 70 %  |
| PC Zone               | UK   | 62 %  |
| Compilations de notes |      |       |
| GameRankings          | US   | 58 %  |

Le jeu fut critiqué par certains à cause du peu de nouveautés apportées ainsi que pour une interface graphique techniquement inférieure à ses concurrents de l'époque comme Total Annihilation.